# 6 кадрів
«6 ка́дрів» (рос. 6 кадров) — російське українофобне скетч-шоу, що відображає повсякденне життя росіян в гротескному вигляді. Спочатку (2005 рік) виходило на каналі РенТБ під своєю першою назвою — «Дорога передача», а з 2006 року транслюється на телеканалі СТС. «6 кадрів» не є адаптацією, хоча за форматом воно нагадує англійський скетчком «Літаючий цирк Монті Пайтона». «6 кадрів» являє собою класичне скетч-шоу, в якому немає постійних персонажів.
Перші випуски виходили у півгодинному форматі, проте згодом, після переходу на СТС, матеріал був перемонтований під двадцятихвилинні передачі. Практично всі актори підтримали російську агресію проти України та є прихильниками Путіна. У випусках допускалися шовіністичні висловлювання направлені на українців та Україну. 
В Україні скетчком транслювався на каналах «1+1», «2+2», «ТЕТ», «К1» і «Еко-ТВ».

## Історія шоу
2004 року В'ячеслав Муругов був продюсером розважальних програм на каналі РенТБ, запропонував Олександру Жигалкіну(тоді режисеру театральних концертів) створити програму в форматі скетч-шоу «Дорога передача». Перший випуск програми був показаний 1 квітня 2005 року на РенТБ, під своєю першою назвою.
Всі актори проходили кастинг. Галина Данилова, Федір Добронравов, Едуард Радзюкевич та Сергій Дорогов були знайомі раніше по роботі в театрі. Андрій Кайков в той момент був відомий по рекламі чипсів Lay's. Ірина Медведєва працювала з В'ячеславом Муруговим у серіалі «Прискорена допомога».
2005 року Вячеслав Муругов перейшов на телеканал СТС як продюсер і сценарист. За ним пішов і весь колектив, в тому числі сценаристи. Нові випуски «6 кадрів» вийшли вже навесні 2006 року, тепер на СТС.
«Сьомий» кадр в «6 кадрах» — беззмінний режисер скетч-шоу Олександр Жигалкін стверджує, що головне для них — відсутність вульгарності.

## Підготовка передачі
У кожному випуску «6 кадрів» близько 30 скетчів. Жарти пише творча група авторів, більшість яких прийшло з руху КВН. Однак ідеї може підказати будь-хто охочий.
У титрах авторів програми були помічені: Віталій Шляппо, В'ячеслав Дусмухаметов, Олексій Троцюк, Вадим Коміссарук, Олег Мастіч, Антон Морозенко, Євген Соболєв та інші.

## Сюжети
Попри те, що в передачі немає як таких постійних персонажів, можна виділити кілька постійних сюжетних ліній. Деякі з них:
- У супермаркеті (1-6 сезон)
- В метро (1 сезон)
- І. В. Сталін (2-5 сезони) — Федір Добронравов
- В. І. Ленін (1, 3-4 сезони) — Сергій Дорогов
- У студії звукозапису (2 сезон)
- У тюремній камері (1, 5 сезони)
- На будівництві (2, 5 сезон)
- В селі (3-6 сезони)
- На пляжі (3 сезон)
- На риболовлі (1-4 сезони)
- У готелі (3,6 сезони)
- Автосервіс (різні актори) (1-5 сезони)
- Двірник Петрович (Федір Добронравов) (3-4 сезони в епізодичних ролях)
- Мужики в гаражі (різні актори) (5 сезон)
- Професора в лабораторії за експериментами (5 сезон)
- Водій вантажівки (Федір Добронравов) (3 сезон)
- У ресторані (різні актори) (1-6 сезони)
- Весілля (різні актори) (3, 5-6 сезон)
- Сцена в міліції (різні актори) (1-6 сезони)
- Даішник (зазвичай Сергій Дорогов)
- Хокейна команда (5 сезон)
- Майстер з виготовлення ключів (2,5-6 сезони)
- Квартирні злодії (різні актори)
- В аптеці (різні актори) (1-6 сезони)
- У банку (різні актори) (1, 4 сезони)
- У книжковому магазині (1, 3 сезон)
- У басейні (3-6 сезони)
- У залі суду (різні актори) (1-початок 4, 6 сезони)
- Охоронець офісної будівлі (4-5 сезон)
- В квартирі (1-6 сезони)
- Бал (різні актори) (2,5 сезон)
- Л. І. Брежнєв (Сергій Дорогов) (частіше за всіх-5 сезон)
- А. С. Пушкін (Андрій Кайков) (5 сезон)
- Зоомагазин (продавці зазвичай Федір Добронравов і / або Сергій Дорогов) (3-4 сезони)
- В ломбарді  — бюро знахідок (5 сезон)
- В купе поїзду (1-початок 4,5-6 сезони)
- В автосалоні (початок 5 сезону)
- Магазин «Полювання та риболовля» (3 сезон) — Едуард Радзюкевич (покупець) та Андрій Кайков (продавець)
- В салоні стільникового зв'язку (4-5 сезон)
- В магазині одягу (1, кінець 4-5 сезони)
- На тренуванні з дзюдо (5 сезон)
- У ресторані на кухні (різні актори) (4-5 сезон)
- У спортивному магазині (4 сезон)
- У господарському магазині (продавець зазвичай Едуард Радзюкевич) (кінець 4-6 сезон)
- Н. В. Гоголь (Федір Добронравов) (5 сезон)
- М. І. Кутузов (Сергій Дорогов) (5 сезон)
- В тире (5 сезон)
- У ветеринара (4 сезон)
- У магазині садово-городніх приладдя (5-6 сезони)
- У залі з боулінгу (5 сезон)
- У залі ігрових автоматів (4-5 сезони)
- В офісі (1—6 сезон)
- У школі (2-початок 4, 5-6 сезон)
- Приватний детектив (Андрій Кайков) (4-5 сезони)
- У доктора психологічних наук (4-5 сезони)
- Консьєрж (зазвичай Галина Данилова та / або Ірина Медведєва) (5 сезон)
- У лікаря (1—6 сезони)
- В кінотеатрі (1—6 сезони)
- Передача «Магазин на дивані» (5 сезон)
- У казино (3—5 сезони)
- На Великій Вітчизняній війні (1-6 сезони)
- Ілля Муромець (Федір Добронравов), Добриня Никитич (Едуард Радзюкевич), Олександр Попович (Андрій Кайков) (3 сезон)
- В бібліотеці (початок 5, 6 сезон)
- Книжковий магазин (3, 6 сезони)
- У магазині DVD дисків (4 сезон)
- Таксисти (в епізодах 1-6 сезони)
- В ювелірному магазині (3 сезон)
- У квартирі на ремонті (3 сезон)
- На ринку (4 сезон)
- У під'їзді (4-6 сезони)
- У літаку (3 сезон)
- В автобусі (3 сезон)
- У королівстві (2 сезон)
- У парку (1-6 сезони)
- На парковці (2, 5 сезони)
- На турнірах з боксу (3, 6 сезони)
- На вокзалі (4-6 сезони)
- У лазні (6 сезон)
- В магазині «оптика» (5 сезон)
- У квітковому магазині (1-кінець 4 сезону)
- Служба психологічної допомоги (3 сезон)
- Служба порятунку (3 сезон)
- Грабіжники (в різних епізодах 4-5 сезони)
- Шахісти (зазвичай Федір Добронравов і Андрій Кайков) (1 сезон)
- В перукарні (1-4 сезони)
- Випуски новин (1-5 сезони)
- Спеціальні репортажі (2 сезон) (репортер-Олександр Жигалкін)
- На аукціоні (1 сезон)
- Байкери (6 сезон)
- Ремонт взуття (2, 5 сезони)
- Ремонт годинників (2, 5 сезони)

## Актори
| - Галина Данилова - Сергій Дорогов - Едуард Радзюкевич - Федір Добронравов - Андрій Кайков - Ірина Медведєва | - Олександр Жигалкін - Дмитро Аросев - Уляна Данилова - Руслан Щедрін - Олександр Коручеков - Давид Драмбян - Інга Оболдіна - Михайло Казаков - Ксенія Непотребна - Наталія Габашвілі |

## Знімальна група
- В'ячеслав Муругов, Олександр Роднянський, Олександр Цекало - генеральні продюсери
- Олександр Жигалкін - режисер (іноді з'являється в сюжетах)
- Олексій Троцюк, Віталій Шляппо, В'ячеслав Дусмухаметов, Тетяна Мінська, Олексій Мінський, Леонід Купрідо, Вадим Коміссарук, Олег Мастіч, Антон Морозенко, Євген Соболєв, Олександр Мінєєв, Максим Донченко - сценаристи
- Костянтин Кікічев, Тетяна Давтян, Тетяна Плешанова, Дмитро Гуляєв - продюсери
- Олександр Пушной, Ілля Артем'єв-Сисоєв - композитори
- Гліб Державін, Олександр Ломакін, Олексій Андрєєв, Поліна Разіна, Сергій Євко, Олександр Сіденко - оператори

## Продовження
1 червня 2007 року Олександр Цекало (один з генеральних продюсерів «6 кадрів») був звільнений з телеканалу СТС. Зйомки скетч-шоу, яке вже набуло популярності, були тимчасово призупинені. Тим часом, Олександр Цекало перейшов на Перший канал. Там він, разом з Іваном Ургантом, став продюсером і ведучим пародійної передачі «Велика різниця», перший випуск якої вийшов 1 січня 2008 року. У цьому випуску грали Едуард Радзюкевич та Федір Добронравов, після 1 випуску «Великої різниці» вони повернулися в «6 кадрів». Зйомки скетчкому продовжилися, і вже з осені 2008 року на СТС почалася трансляція нових випусків передачі. З 20 грудня 2009 року почали виходити нові випуски з трохи зміненою назвою «За що ти любиш 6 кадрів?» і нової вступної заставкою, попри це в рекламі та програмі телепередач це скетч-шоу продовжують називати просто — «6 кадрів».

## Проект «Шість кадрів шоу»

### «6 кадрів— 5 років». Ювілейний концерт
П'ятирічний ювілей «6 кадрів» відзначили 14 квітня 2010 року в Театрі Естради (в ефірі СТС прем'єру шоу показали 1 травня 2010 року). Ведучий вечора — Михайло Шац. Весь акторський склад і творці скетчкому, а також запрошені на ювілей знамениті гумористи і сатирики були удостоєні нагород під назвою «Блискучий кадр» в 17 номінаціях. На концерт були запрошені:
1. Андрій Леонов, Мирослава Карпович, Настя Сіваєва, Даша Мельникова, Ліза Арзамасова, Катя Старшова;
2. Семен Альтов;
3. Георгій Дронов, Катерина Волкова, Станіслав Дужников, Анна Фроловцева, Борис Клюєв, Маша Ільюхіна;
4. Олександр Ширвіндт;
5. Микола Фоменко;
6. Андрій Бурковський та Михайло Башкатов;
7. Марк Захаров;
8. Олександр Ширвіндт;
9. Квартет І;
10. Група « Нещасний випадок»;
11. Юрій Стоянов;
12. Геннадій Хазанов;
13. Андрій Рожков;
14. Олександр Пушной.

### «6 кадрів» збирають друзів
Навесні 2011 року «6 кадрів» виповнилося 6 років. Цю подію було вирішено відзначити новим театральним концертом, який відбувся 19 березня 2011 року в Державному театрі кіноактора. На каналі СТС був показаний 2 травня 2011 року. На сцену були запрошені такі знаменитості, як Нонна Гришаєва, Олексій Кортнєв, Квартет І і багато інших.

## Цікаві факти
- В одному з сюжетів 69 випуску по телевізору йде 130-та серія телесеріалу «Татусеві дочки» (також СТС), а в одному з епізодів 201 серії «Татусевих дочок» по телевізору йде 63 випуск «6 кадрів»; також майже всі актори (крім Ірини Медведєвої) знімалися в серіалі «Татусеві дочки».
- Головну пісню до нової заставки скетчу написав Олександр Бачило і виконує Олександр Пушной.
- За відомостями газети «Коммерсант», цей телепроєкт дуже любить Володимир Путін. І як стверджують знаючі люди, дивиться він ці скетчі у великому обсязі і з великим захопленням[2].